# シャーロット・ベンクナー
シャーロット・ベンクナー（Charlotte Benkner、1889年11月16日 - 2004年5月14日）は、かつてアメリカ合衆国オハイオ州に在住したドイツ出身のスーパーセンテナリアン。死去するまでに世界で3番目の長寿者であった。またドイツ出身者としては歴代最高齢である。
ドイツ・ライプツィヒ生まれ。1896年にアメリカに移住し、ニューヨーク州で生活した。家族はホテルを経営しており、当時のアメリカ大統領であるセオドア・ルーズベルトと対面したこともあるという。また彼女の家族も長寿であり、父は92歳、母は99歳、兄は98歳、妹は99歳で死去している。1908年には結婚し、アメリカ西部に移住した。夫婦の間には子供はいなかったという。その後はオハイオ州に戻り、亡くなるまで暮らした。2003年10月、当時114歳のエレナ・スラウの死去に伴い、アメリカ在住者として最高齢の人物となった。2004年5月14日、114歳と180日で死去。現在でもドイツ出身者としての最高齢記録を保持している。